# Liste der Bodendenkmäler in Wittibreut
Auf dieser Seite sind die Bodendenkmäler in der niederbayerischen Gemeinde Wittibreut zusammengestellt. Diese Tabelle ist eine Teilliste der Liste der Bodendenkmäler in Bayern. Grundlage ist die Bayerische Denkmalliste, die auf Basis des Bayerischen Denkmalschutzgesetzes vom 1. Oktober 1973 erstmals erstellt wurde und seither durch das Bayerische Landesamt für Denkmalpflege geführt wird. Die folgenden Angaben ersetzen nicht die rechtsverbindliche Auskunft der Denkmalschutzbehörde.

## Bodendenkmäler der Gemeinde Wittibreut

### Bodendenkmäler in der Gemarkung Wittibreut
| Lage                  | Objekt | Akten-Nr.     | Bild |
| --------------------- | --- | ------------- | ---- |
| Wittibreut (Standort) | Untertägige mittelalterliche und frühneuzeitliche Befunde und Funde im Bereich der katholischen Pfarrkirche St. Maria und St. Philipp und St. Jakob von Wittibreut mit Kirchhof und Wallfahrtskapelle zum Gnadenbrünnlein. | D-2-7643-0056 |      |
| Wittibreut (Standort) | Verebnete Viereckschanze der späten Latènezeit. | D-2-7644-0020 |      |